# Parc national de Fazao Malfakassa
Fazao Malfakassa est un parc national situé dans la région de la Kara et la région centrale au Togo . D'une superficie de 1 920 km2 (ce qui en fait le plus grand des trois parcs nationaux togolais, les deux autres étant le parc national de la Kéran et le parc national de la Fosse aux Lions). Il est contigu au parc national de Kyabobo, situé au Ghana. 

## Historique
Le parc a été créé en 1975 par fusion de deux aires protégées créées en 1951 : la forêt classée de Fazao (1 620 km2) et la zone de chasse de Malfakassa (300 km2). Il est composé de plusieurs formations dont des savanes arbustives, des forêts-galeries et de collines partiellement couvertes de forêts. Le Togo l'a ajouté à sa liste indicative du patrimoine mondial de l'UNESCO en 2002, dans la catégorie mixte (patrimoine culturel et naturel). 

## Faune
Le parc accueille des éléphants (leur nombre était estimé à une cinquantaine en 2003), de nombreuses espèces d'antilope (Tragelaphus sylvaticus, céphalophe de Maxwell, céphalophe à flancs roux, céphalophe à bande dorsale, céphalophe à dos jaune, céphalophe de Grimm, cobe à croissant, cobe de Buffon, antilope rouanne, Alcelaphus buselaphus major et ourébi, d'après une étude de 1984) et 244 espèces d'oiseaux répertoriées en 2008. 